# Казахстан на зимових Олімпійських іграх 1994
Казахстан брав участь в Зимових Олімпійських іграх 1994 року в Ліллехамері (Норвегія) вперше за свою історію.

## Золото
- Лижні перегони (50 км класика), чоловіки — Володимир Смирнов.

## Срібло
- Лижні перегони (Гундерсен (10 км класика + 15 км вільним)), чоловіки — Володимир Смирнов.
- Лижні перегони (10 км класика), чоловіки — Володимир Смирнов.